# Jervasio Álvarez y Montaño
José Jervasio Álvarez y Orderiz (Huamanga, 1802 - Lima, 26 de septiembre de 1880) fue un abogado, magistrado y político peruano. Fue diputado constituyente (1839 y 1855), senador (1845-1853), vocal de la Corte Suprema (1857-1880), ministro de Gobierno, Justicia y Culto (1856); ministro de Justicia, Instrucción Pública y Beneficencia (1857), entre otros cargos públicos.

## Biografía
Estudió en la Universidad Nacional de San Cristóbal de Huamanga, donde llegó a ser secretario (1826). Pasó a la Universidad de San Antonio Abad del Cuzco, donde fue también secretario, así como catedrático de Latinidad (1829-1830). Se recibió de abogado en 1830. 
Ejerció como secretario de la Prefectura del Cuzco (1834-1835), para luego iniciar su carrera en la magistratura, como juez de Primera Instancia de las provincias de Abancay y Aymaraes. Fue trasladado a la judicatura de Andahuaylas por el protector Andrés de Santa Cruz (1836). 
En 1839 fue elegido diputado por la provincia de Andahuaylas ante el Congreso Constituyente de Huancayo, en donde fue secretario.
En 1843 fue secretario general de la Suprema Junta de Gobierna establecida en Ayacucho por el general Ramón Castilla, al que acompañó durante parte de la campaña constitucional contra el gobierno de Manuel Ignacio de Vivanco.
Fue elegido senador por el departamento de Ayacucho (1845-1853) y paralelamente por Lima entre 1849 y 1850. Fue secretario de su cámara, consejero de Estado suplente y miembro de la comisión encargada de los proyectos de los códigos Penal y de Procedimientos en materia penal, comisión de la que llegó a ser presidente (1853). Participó constantemente en diversas comisiones, sin perjuicio de ejercer la secretaría de su cámara. 
Continuó también su carrera en la magistratura, siendo nombrado vocal de la Corte Superior de Justicia de Ayacucho y Huancavelica, de la que llegó a ser presidente en 1848. En 1852, el presidente José Rufino Echenique lo trasladó como fiscal a la Corte de Justicia de Trujillo. En 1855 fue designado fiscal de la Corte Superior de Lima; en ese mismo año fue también fiscal interino de la Corte Suprema.
Fue elegido diputado por la provincia de Huanta ante la Convención Nacional de 1855, pero se retiró de ella al ser nombrado vocal de la Corte Suprema por jubilación del doctor Manuel Pérez de Tudela (15 de septiembre de 1856). Como vocal supremo se mantuvo hasta el fin de sus días.
Entre noviembre y diciembre de 1856, ejerció como ministro de Gobierno, Justicia y Culto, del segundo gobierno de Ramón Castilla. Pasó enseguida a ocupar el ministerio de Justicia, Instrucción Pública y Beneficencia, en el que se mantuvo hasta febrero de 1857, cuando debió dejarlo al organizarse el primer Consejo de Ministros del Perú.

## Publicación
- Guía histórica, cronológica, política y eclesiástica del departamento de Ayacucho para el año 1847 (1847 y 1944).